# Alabagrus versicolor
Alabagrus versicolor är en stekelart som först beskrevs av Brethes 1909.  Alabagrus versicolor ingår i släktet Alabagrus och familjen bracksteklar. Inga underarter finns listade i Catalogue of Life.